# Антитеизам
Антитеизам или противбоштво је супротстављање било ком облику вере у бога, теизму. Теизам је веровање у постојање једног или више божанстава који утиче на наше животе, разликује се од деизма, веровања у постојање бога који је створио свет, али се више није мешао и не бави се нашим животима. Атеизам не прихвата тврдњу теизма да бог постоји услед недостатка било каквих доказа али не представља активну борбу против теизма већ је неутралан. Антитеизам је активно противљење теизму базирано на ставу да је религија опасна по човечанство. Одређени облик антитеизма се може видети код Фридриха Ничеа.
Неки критичари сматрају да је антитеизам у ствари неопологизам, јер, по њиховом размишљању, не постоји већа разлика у односу на атеизам, јер је атеизам сам по себи антитеистичан, али то и није баш тако. Атеиста је и онај који никад није чуо за бога, па према томе код таквог човека није присутно негирање бога. Атеизам одбија да прихвати да Бог/богови постоје услед недостатка било каквих доказа, док је антитеизам снажно противљење веровању, религији и самим религијским обичајима.
Атеистички писци данашњице попут Кристофера Хиченса појам антитеизам дефинишу као „активну борбу против теизма као узрока свог зла“.

## Етимологија
Реч антитеизам (или анти-теизам са цртицом) забележена је на енглеском од 1788. године. Етимолошки корени речи су грчки anti и theos.
Оксфордски речник енглеског језика дефинише антитеисту као „оног који се противи веровању у постојање бога“. Најранији цитат за ово значење датира из 1833. године. Термин је вероватно сковао Пјер-Жозеф Прудон.

## Противљење теизму
Оксфорд речник дефинише антитеисту као „особу која се противи веровању у постојање бога или богова“. Најранији цитат овог значења може се пронаћи 1833. Антитеиста се може противити постојању свих богова, а не само специфичних богова у разним религијама.
Антитеизам се такође користи као термин за особе које сматрају да је теизам опасан или разоран. У својој књизи Letters to a Young Contrarian (срп. Писма младом контрашу) (изданој 2001), Кристофер Хиченс даје пример овог гледишта: „Не бих за себе рекао да сам атеиста, него више да сам антитеиста. Не само да сматрам да су све религије иста врста неистине, већ сматрам да је утицај цркви и религијских веровања штетан.“

## Противљење појму Бога
Чејмберс речник дефинише антитеизам на три различита начина: „доктрина антагонистичка теизму, »негирање« постојања Бога; противљење Богу“. У већини случајева, „противљење Богу“ не значи да антитеист верује у постојање Бога, али му се противи у виду мизотеизма (мржње богова), већ став да би постојање Бога било лоше или неморално. Све три дефиниције одговарају Хиченсовом коришћењу и то не да је то само антирелигиозни став, неверовање у божанства, већ да је и противљење постојања бога. Друга је синоним јаког атеизма. Међутим, прва и трећа чак не морају бити атеистичке у природи.
Једна од ранијих дефиниција антитеизма се приписује француском католичком свештенику Жаку Маритену (1953) за кога је антитеизам био „активна мука против свега на шта нас посећа Бог“ (pp. 104) као и професору божанстава Универзитета у Единбургу Роберту Флинту (1877). Флинтова предавања из 1877. су се звала Антитеистичке теорије. Овај термин је широко користио као термин за све врсте противљења својој врсти теизма, који је описао као "веровање да небо и земља и све што садрже, дугују своје постојање мудрости и вољи врховном, самопостојећем, свемогућем, свезнајућем, праведном и благонаклоном Бићу, који независно делује од оног што је Он направио." Наставља:
Кад се бавимо теоријама које немају ништа заједничко осим тога што су антагонистичке према теизму, важно је имати општепризнати назив да их разликујемо. Антитеизам делује као прикладна реч. Наравно, такође је и много опширнија него сâм термин атеизам. Може означавати све идеје које се противе теизму. Према томе, у антитеизам можемо уврстити и атеизам... Међутим, постоји још антитеистичких теорија осим атеизма. Политеизам није атеизам, јер не одбацује изјаву да постоји божанство; али јесте антитеститичка теорија јер одбацује тврдњу да постоји само једно божанство. Пантеизам није атеизам, јер признаје да постоји Бог; али јесте антитеистичка теорија јер одбија изјаву да је Бог различит од стварања и да поседује атрибуте попут мудрости, светости и љубави. Свака теорија која одбацује описивање Бога према атрибутима који су неопходни за Његов карактер, јесте антитеистичка. Једино оне теорије које одбијају признати да постоје докази за постојање Бога су атеистичке.
Међутим, Флинт такође прихвата да се антитеизам најчешће другачије сматра од његове тачке гледишта. Говори да се понекад сврстава под атеизам, па описује гледиште да се теизам оповргнуо, уместо општијег термина кога користи Флинт. Одбија појам нетеизам као алтернативни, „не чисто због свог хибридног порекла и оличја, али такође зато што је превише обиман. Теорије физичких и менталних наука су нетеистичке, чак и кад, директно или индиректно, нису антагонистичке према теизму.“
Опозиција Богу често се назива дистеизам (што значи „веровање у божанство које није добронамерно“) и мизотеизам (што значи, строго говорећи, „мржња Бога“). Примери врста атеизма који се заснивају на принципу опорбе Бога су атеистички и теистички сатанизам као и малтеизам.

## Различите дефиниције „антитеизма”
Кристофер Њу (1993) је предложио измењену дефиницију речи антитеизам као део мисаоног експеримента: Он замишља како би изгледали аргументи за постојање злог бога и пише
„Антитеисти би, као и теисти, веровали у свемоћног, свезнајућег, вечног творца; али док теисти заправо верују да је врховно биће такође савршено добро, антитеисти би веровали да је савршено зао.“
Њузова измењена дефиниција поново се појавила у раду В.А. Мурфрија.